# Рэйт Роверс
«Рэйт Ро́верс» (англ. и скотс Raith Rovers F.C.) — шотландский футбольный клуб из города Керколди, выступающий в Чемпионшипе. Основан в 1883 году. Домашние матчи проводит на стадионе «Старкс Парк», вмещающем 8867 зрителя. «Роверс» являются обладателем Кубка шотландской лиги.

## Достижения
- Первый дивизион шотландской футбольной лиги:
  - Победитель (5): 1907/08, 1937/38, 1948/49, 1992/93, 1994/95.
- Кубок Шотландии:
  - Финалист (1): 1912/13.
- Кубок шотландской лиги:
  - Обладатель (1): 1994/95.
  - Финалист (1): 1948/49.

## Выступления в еврокубках
| Сезон   | Турнир     | Раунд |                         | Клуб           | Счёт     |
| ------- | ---------- | ----- | ----------------------- | -------------- | -------- |
| 1995-96 | Кубок УЕФА | Q     | Флаг Фарерских островов | Гота           | 4:0, 2:2 |
|         |            | 1R    | Флаг Исландии           | Акранес        | 3:1, 0:1 |
|         |            | 2R    | Флаг Германии           | Бавария Мюнхен | 0:2, 1:2 |

- Q — квалификационный раунд,
- 1R — первый раунд,
- 2R — второй раунд.

## Форма

### Домашняя
| 2019/20 | 2020/21 | 2021/22 | 2022/23 | 2023/24 | 2024/25 |

### Гостевая
| 2019/20 | 2020/21 | 2021/22 | 2022/23 | 2023/24 | 2024/25 |

Источники:,